# Isuntza
La playa Isuntza situada en el municipio vizcaíno de Lequeitio, País Vasco (España), es una playa con arena oscura situada junto al puerto y el parque del municipio.

## Área
- Bajamar: 24.260 m²
- Pleamar: 8.380 m²